# Kwenzokuhle Shinga
Kwenzokuhle Nkanyiso Shinga (Durban, 30 marzo 2000) è un calciatore sudafricano, difensore dell'Alverca.

## Carriera
Shinga è cresciuto nella KNZ Academy in Sudafrica e nel settore giovanile del Vitória Setúbal in Portogallo. Dal 2020 al 2022 ha giocato nel Campeonato de Portugal con Pinhalnovense e Juventude de Évora prima di passare all'Estrela Amadora. Ha debuttato in Segunda Liga il 31 ottobre 2022 nell'incontro pareggiato 1-1 contro il Vilafranquense. Nel mercato di gennaio è stato ceduto in prestito al Covilhã.
Terminato il prestito ha fatto ritorno all'Estrela Amadora, nel frattempo promossa in Primeira Liga.
Nel 2024 si trasferisce all'Alverca, nella seconda divisione portoghese.

## Statistiche

### Presenze e reti nei club
Statistiche aggiornate al 10 dicembre 2023.
| Stagione        | Squadra            | Campionato      | Campionato | Campionato | Coppe nazionali | Coppe nazionali | Coppe nazionali | Coppe continentali | Coppe continentali | Coppe continentali | Altre coppe | Altre coppe | Altre coppe | Totale | Totale | Totale |
| Stagione        | Squadra            | Comp            | Pres       | Reti       | Comp            | Pres            | Reti            | Comp               | Pres               | Reti               | Comp        | Pres        | Reti        | Pres   | Reti   |        |
| --------------- | ------------------ | --------------- | ---------- | ---------- | --------------- | --------------- | --------------- | ------------------ | ------------------ | ------------------ | ----------- | ----------- | ----------- | ------ | ------ | ------ |
| 2020-2021       | Pinhalnovense      | CdP             | 18         | 0          | CP              | 1               | 0               |                    | -                  | -                  |             | -           | -           | 19     | 0      |        |
| 2021-2022       | Juventude de Évora | CdP             | 22         | 0          | CP              | 0               | 0               |                    | -                  | -                  |             | -           | -           | 22     | 0      |        |
| 2022-gen. 2023  | Estrela Amadora    | LdH             | 3          | 0          | CP+CdL          | 0+3             | 0               |                    | -                  | -                  |             | -           | -           | 6      | 0      |        |
| gen.-giu. 2023  | Covilhã            | LdH             | 15         | 0          | CP+CdL          | 0               | 0               |                    | -                  | -                  |             | -           | -           | 15     | 0      |        |
| 2023-2024       | Estrela Amadora    | PL              | 4          | 0          | CP+CdL          | 2+0             | 0               |                    | -                  | -                  |             | -           | -           | 6      | 0      |        |
| Totale carriera | Totale carriera    | Totale carriera | 62         | 0          |                 | 6               | 0               |                    | -                  | -                  |             | -           | -           | 68     | 0      |        |